# Юте (язык)
Юте — индейский язык, относится к южной группе нумийской ветви юто-ацтекской семьи языков. Представляет собой группу диалектов, распространённых на обширной территории от юго-восточной Калифорнии до Колорадо. Согласно данным Ethnologue, имеется менее 2000 носителей языка, тогда как численность этноса составляет 5000 человек. Имеет агглютинативный строй.
Южная группа включает: юте (Колорадо), южный пайюте (юго-западный Юта, северная Аризона и южная Невада), чемеуэви (Калифорния).